# علي الجميل
علي الجميل (1308 هـ - 1347 هـ / 1890 - 1928م)، أديب شاعر، من أهل الموصل.
هو علي بن حسين بن محمد الجميل الجبوري. ولد في مدينة الموصل، وتوفي في مدينة حلب.

## آثاره
من آثاره: «التحفة السنية في المشايخ السنوسية» - مطبعة سرسم - الموصل 1912 م، ومن أعماله المخطوطة: «حديث الليل»، و«نوابنا في الميزان»، و«همسة في الآذان»، و«دموع وشهقات»، و«ديوان السيد أحمد الفخري» - جمع وتقديم.